# Hubert Hoche
Hubert Hoche (* 1966) ist ein deutscher freischaffender Dirigent und Komponist.

## Leben
Hubert Hoche bekam mit sechs Jahren ersten Unterricht am Akkordeon und mit zwölf Jahren an der Gitarre. Mit dreizehn Jahren begann er autodidaktisch zu arbeiten. Von 1980 bis 1987 war er Gitarrist in einer Rockband. Nach der Schule absolvierte Hoche eine Berufsausbildung zum Schreiner, die er 1987 abschloss. Anschließend besuchte Hoche die Berufsfachschule für Musik in Bad Königshofen. Nach dem Abschluss hatte er während des Zivildienstes weiterhin Unterricht in Komposition bei Stephan Adam und Dirigieren bei Ernst Oestreicher an der Berufsfachschule für Musik in Bad Königshofen.
1991 begann Hoche ein Dirigierstudium (Chor bei Gert Frischmuth; Orchester bei Lothar Seifarth) an der Hochschule für Musik „Franz Liszt“, Weimar. Diesem folgte 1993 parallel das Kompositionsstudium bei Reinhard Wolschina und Wolfgang von Schweinitz. Anschließend 1998 das viersemestrige Aufbaustudium Komposition bei Reinhard Wolschina. Weiterhin nahm er an Dirigierkursen unter anderem 2008 bei Bernard Haitink und 2009 bei Jan Cober teil.
Hoche war 1990 Teilnehmer am Workshop „Jugend komponiert“ auf Schloss Weikersheim mit der Komposition „Die Armut“ für Bariton und Klavier mit einem Text von Pablo Neruda. 1993 nahm er am Kompositionsworkshop mit Michél Philippot (Paris) und 1997 am „Hochschulforum junger Komponisten“ mit der Komposition „O quae mutatio rerum!?“ teil. Auftragskompositionen schrieb er unter anderem für die Weimarer Frühjahrstage für zeitgenössische Musik, den Komponistenverband Thüringen e. V. und dem Deutschen Zitherverband.
Er lebt mit seiner Familie in Helmstadt in der Nähe von Würzburg.

## Auszeichnungen
Es folgten Stipendien unter anderem durch das Ministerium für Wissenschaft, Forschung und Kultur Thüringen für die Komposition „MYSTIKA“- Multimediaprojekt für Flöte, Oboe, Viola, Violoncello, Klavier und Keyboard. Er wurde wiederholt zur Orchesterwerkstatt für Junge Komponisten eingeladen. Weitere Preise erhielt er unter anderem für seine Komposition „Nebelbilder“ 2005 bei einem vom Bund deutscher Blasmusikverbände und dem Blasmusikverband Baden-Württemberg ausgeschriebenem Kompositionswettbewerb, den 1. Preis in der Kategorie Komposition für die Höchststufe. Einen weiteren 1. Preis erhielt Hoch für die Komposition „From Heaven High“ für Blasorchester beim Kompositionswettbewerb der Bundesvereinigung Deutscher Musikverbände e.V. und der GEMA-Stiftung anlässlich des Deutschen Musikfestes 2013 in Chemnitz in der Kategorie 3.

## Zusammenarbeit
Hubert Hoche arbeitet mit Orchestern, Ensembles und Solisten wie der Jenaer Philharmonie, der Thüringen Philharmonie Gotha-Suhl, dem Philharmonischen Orchester Altenburg-Gera, der Weimarer Staatskapelle, dem Bayerischen Kammerorchester Bad Brückenau, dem Polizeiorchester Bayern, dem Nordbayerisches Jugendblasorchester, dem Sinfonisches Blasorchester Vorspessart, dem Leipziger Rundfunkchor, Duo Carin Levine und Marta Klimasara, L’art pour l’art, ensemble für Neue Musik-Berlin, oh-ton Ensemble, shawnigan-trio, Ensemble via nova, ensemble con tempo, Trio Belvedere-Weimar, Susanne Köszeghy, Ernst Oestreicher und Johann Mösenbichler zusammen.
Seit 1989 arbeitet Hoche als Dirigent mit Chören und Sinfonischen Blasorchestern zusammen. In das Jahr 1997 fiel die Gründung des H.H.-Musikverlages. 1998 war er Gründungsmitglied des Vereins Musik in Thüringen e. V. und bis zum Umzug nach Helmstadt im Jahr 2000 auch Vorstandsmitglied. 2000 initiierte er die Gründung des flammabis – zeitgenössische Musik e. V. in Würzburg und ist seitdem 1. Vorsitzender. Die Aufgaben umfassen die Organisation von jährlich stattfindenden Gesprächskonzerten und die künstlerische Leitung eines Festivals für Neue Musik in Würzburg. Ebenfalls seit 2000 ist er stellvertretender Vorsitzender des Komponistenverbandes Thüringen. Im Jahre 2005 wurde er zum stellvertretenden Vorsitzenden des Tonkünstlerverbandes Würzburg gewählt.

## Tri-Mediales Projekt Mystika
Mystika ist ein Stück in sieben Bildern mit Musik von Hubert Hoche, bei dem er Autobiographisches hat einfließen lassen. Die Komposition für großes sinfonisches Blasorchester wird visuell durch Videos flankiert und drittens tänzerisch in Szene gesetzt.

## Werkverzeichnis
Hoche verfertigte etwa 120 Kompositionen. Hier eine Auswahl (UA = Uraufführung):

### Orchester/Gitarrenorchester-Guitarorchestra
- Phantasie I für Gitarrenorchester (1991), 3′30″, Verlag: H.H.-Musikverlag; HH 029, UA: 1992, Rendsburg, Musikschulorchester, Lg: Heike Krugmann
- Todesfuge für großes Orchester (1993), 14′, Verlag: H.H.-Musikverlag; HH 003, UA: 2001, Gera, Philharmonisches Orchester Gera, Lg: Hans Rotmann
- Back to the roots here from the present für Big Band und geteiltes gr. Orchester (1999), 13′, Verlag: H.H.-Musikverlag; HH 036, UA: 1999, Gera, RIAS Big-Band und das Philharmonische Orchester Gera, Lg: Erhard Cotta

### Blasorchester-Wind Band
- MYSTIKA für sinfonisches Blasorchester (2016), 50' | Ein „Lebens“-Werk zwischen Eros und Ethos Ein Tri-Mediales Projekt in Musik, Bild und Tanz. Verlag: H.H.-Musikverlag; HH 085E, UA: 2017, Fürth, Lg: Hubert Hoche / Prof. Johann Mösenbichler
- ProjectTwo für sinfonisches Blasorchester (2003), 15′, Verlag: H.H.-Musikverlag; HH 054, UA: 2003, Külsheim, Lg: Hubert Hoche
- Ouverture für sinfonisches Blasorchester (2004), 4′, Verlag: H.H.-Musikverlag; HH 012, UA: 2004, Werneck, Sinfonisches Blasorchester Unterpleichfeld, Lg: Hubert Hoche
- Franz Schubert/Hubert Hoche: h-moll Sinfonie für sinfonisches Blasorchester (1. Satz) (2003), 15′, Verlag: H.H.-Musikverlag; HH 011, UA: 2004, Werneck, Sinfonisches Blasorchester Unterpleichfeld, Lg: Hubert Hoche

### Solowerke/Solo
- Celos für Gitarre (1988), 2′20″, Verlag: H.H.-Musikverlag; HH 044, UA: 2002, Meiningen, Gitarre: Johannes Tappert
- Puesta del sol für Gitarre (1988), 3′40″, Verlag: H.H.-Musikverlag; HH 043, UA: 2002, Meiningen, Gitarre: Johannes Tappert
- Saudade e fidelidade für Gitarre (1989), 3′, Verlag: H.H.-Musikverlag; HH 042, UA: 2002, Meiningen, Gitarre: Johannes Tappert
- Viva für Gitarre (1989), 5′20″, Verlag: H.H.-Musikverlag; HH 045, UA: 2002, Meiningen, Gitarre: Johannes Tappert

### Kammermusik
- Encuentro für Flöte und Gitarre (1989), 4′, Verlag: H.H.-Musikverlag; HH 047, UA: 2008, Freiburg, Frank Michael – Flöte, Andreas Grün – Gitarre
- Una señora orgullosa für 2 Gitarren (1989), 4′, Verlag: H.H.-Musikverlag; HH 046
- Gespräche für Violoncello und Klavier (1992), 7′, Verlag: H.H.-Musikverlag; HH 009, UA: 1993, Weimar
- Capriccio für Oboe, Klarinette in B und Fagott oder 2 Klarinetten und Bassklarinette in B (1991), 3′, Verlag: H.H.-Musikverlag; HH 041, UA: 1992, Weimar
- O quae mutatio rerum!? für Flöte, Viola und Gitarre (1992), 14′, Verlag: H.H.-Musikverlag; HH 016, UA: 1998, Weimar, shawnigan-trio
- aus 110 für Streichquartett (1997), 8′, Verlag: H.H.-Musikverlag; HH 031, UA: 2001, Meiningen
- Mystikum III-V für Flöte, Oboe, Viola, Violoncello und Klavier (1996), 13′, Verlag: H.H.-Musikverlag; HH 048, UA: 1999, Weimar, Ensemble via nova
- Mystikum VI für Flöte, Oboe, Viola, Violoncello und Klavier (1996), 12′, Verlag: H.H.-Musikverlag; HH 002, UA: 1997, Weimar, Ensemble via nova
- Mystikum VII für Flöte, Oboe, Viola, Violoncello, Klavier und Synthesizer (1996), 14′, Verlag: H.H.-Musikverlag; HH 049, UA: 1999, Weimar, Ensemble via nova
- MYSTIKA – Multimediaprojekt für Flöte, Oboe, Viola, Violoncello, Klavier und Keyboard (Bilder vom Komponisten) (1999), 50′, Verlag: H.H.-Musikverlag; HH 023, UA: 1999, Weimar, Ensemble via nova
- … im fluss … für Bassetthorn, Percussion, E-Gitarre, Klavier, Viola, Violoncello und Kontrabass (2001), 13‘, Verlag: H.H.-Musikverlag; HH 051, UA: 2002, Weimar, oh-ton Ensemble Osnabrück
- „spitz, aber rund“ für Flöte, Oboe, Fagott, 2 Hörner in F, Posaune, 2 Percussion, Viola, Violoncello und Kontrabass (2004), 11‘, Verlag: H.H.-Musikverlag; HH 017, UA: 2004, Würzburg, ensembleversato
- different ways to see.. für Holzbläser, 5′, Besetzung: Picc, Fl 1=2 Spieler, Fl 2=2 Spieler, Ob 1, Ob 2, Fg 1, Fg 2, K-Fg, Es-Klar, Klar 1=4–6 Spieler, Klar 2=4–6 Spieler, Klar 3=4–6 Spieler, Bass-Klar, Alt-Sax 1, Alt-Sax 2, T-Sax 1, T-Sax 2, Bar-Sax, Verlag: H.H.-Musikverlag; HH 034, UA: 2007, Aschaffenburg, Sinfonisches Blasorchester Vorspessart, Lg: Harald Krebs

### Vokal- und Chormusik/Vocal and choir
- Die Armut für Bariton und Klavier (1989) Text von Pablo Neruda, 5′, (Ms), UA: 1990, Weikersheim
- Der Unbeständige für Bariton und Klavier (1992) Text von Pablo Neruda, 4′, (Ms), UA: 1992, Weimar
- Maria durch ein Dornwald ging (neue Melodie) für Männerchor oder Frauenchor oder gemischten Chor (1993), 2′, Verlag: H.H.-Musikverlag; HH 010M, HH 010F, HH 010G, UA: 1999, Rimpar, LK Rimpar-Männerchor, Lg: Hubert Hoche
- Reden Versammlers, Sohns Davids, König von Jerusalem für Sprecher,16 stimmigen gem. Chor und 4 Schlagzeugern (1994), 8′, Verlag: H.H.-Musikverlag; HH 022, UA: 1997, Leipzig, Leipziger Rundfunkchor, Lg: Gert Frischmuth